# 25 novembre 1970 : Le Jour où Mishima choisit son destin
Pour plus de détails, voir Fiche technique et Distribution.
25 novembre 1970 : Le Jour où Mishima choisit son destin (11・25自決の日 三島由紀夫と若者たち, 11·25 jiketsu no hi: Mishima Yukio to wakamono-tachi) est un film japonais réalisé par Kōji Wakamatsu, sorti en 2012. Le film est présenté dans la sélection Un certain regard au Festival de Cannes 2012.

## Synopsis
1970, dans un Japon où les étudiants d'extrême-gauche se rebellent, l'écrivain Yukio Mishima veut organiser une grande action pour retrouver le nationalisme d'antan.

## Fiche technique
- Titre : 25 novembre 1970 : Le Jour où Mishima choisit son destin
- Titre original : 11・25自決の日 三島由紀夫と若者たち (11·25 jiketsu no hi: Mishima Yukio to wakamono-tachi?)
- Réalisation : Kōji Wakamatsu
- Scénario : Masayuki Kakegawa
- Pays d'origine : Japon
- Format : Couleurs - 35 mm - 1,85:1 - Dolby Digital
- Genre : drame
- Durée : 119 minutes
- Date de sortie : 2012

## Distribution
- Arata Iura : Yukio Mishima
- Soran Tamoto : Otoya Yamaguchi
- Kiyohiko Shibukawa :
- Hideo Nakaizumi :
- Shin'nosuke Mitsushima : Hissho morita
- Shinobu Terajima :
- Hanae Kan :
- Toshiki Masuda :
- Shima Ohnishi : (comme Nobumitsu Ohnishi au générique)
- Suzunosuke :
- Gô Jibiki :
- Tomori Abe : Zenkyoto student
- Ichirô Ogura :
- Takatsugu Iwama :
- Yuto Kobayashi :
- Katsuyuki Shinohara :
- Kazuki Tsujimoto :
- Seiroku Nakazawa :
- Kimihiko Hasegawa :
- Motoki Ochiai :
- Fumitaka Terai :
- Yuki Fujii :
- Shinji Suzuki :
- Nao Okabe :
- Bansuke Kasamatsu :
- Ichirô Hashimoto :
- Takeshi Ando :
- Kazuyuki Kohashi :
- Ryûji Minakami :
- Sanshirô Kobayashi :
- Yumiko Kawai :
- Yoshihiro Yokohama :
- Yasuhiro Isobe :
- Ken Furusawa :